# Bovec
Bovec (italsky Plezzo, německy Flitsch) je město v územně-správní jednotce, občině Bovec, v Gorickém regionu na severozápadě Slovinska.

## Historie a současnost
První písemná zmínka pochází z roku 1192. Oblast byla chvíli součástí Benátské republiky, poté s výjimkou let 1809 až 1813 byla až do konce první světové války součástí habsburské monarchie. V dobách monarchie bylo město součástí Rakouského přímoří a bylo silně ovlivněno německou kulturou. Mnoho místních přednostně užívalo němčinu jako jazyk každodenní komunikace. V roce 1918 byla oblast obsazena italskou armádou a v roce 1920 oficiálně připojena k Itálii. V letech 1922 až 1943 byla oblast a její obyvatelstvo násilně poitalšťovány. Do Jugoslávie proto odešli někteří místní obyvatelé, ale zformoval se zde i podzemní protifašistický odboj. V letech 1943 až 1945 byla oblast okupována říšskoněmeckou brannou mocí. Po květnu 1945 byl Bovec součástí anglo-amerického okupačního pásma. V období června 1945 až září 1947 byla oblast součástí zóny A, demarkační linie probíhala několik kilometrů na východ od města. V září 1947 přiřkla Pařížská mírová smlouva území Jugoslávii, respektive Slovinsku, jež bylo jednou z jugoslávských republik. V roce 1951 získal Bovec status města. Po rozpadu SFRJ v roce 1991 se město stalo součástí samostatného Slovinska.
V roce 1976 bylo město silně poškozeno zemětřesením.
Nedaleko Bovce se nacházejí Velika korita, asi 750 m dlouhá a 15 m hluboká soutěska na řece Soče.
Nedaleko města se rovněž nachází nejmohutnější slovinský vodopád Boka na stejnojmenné říčce.